# فاراد

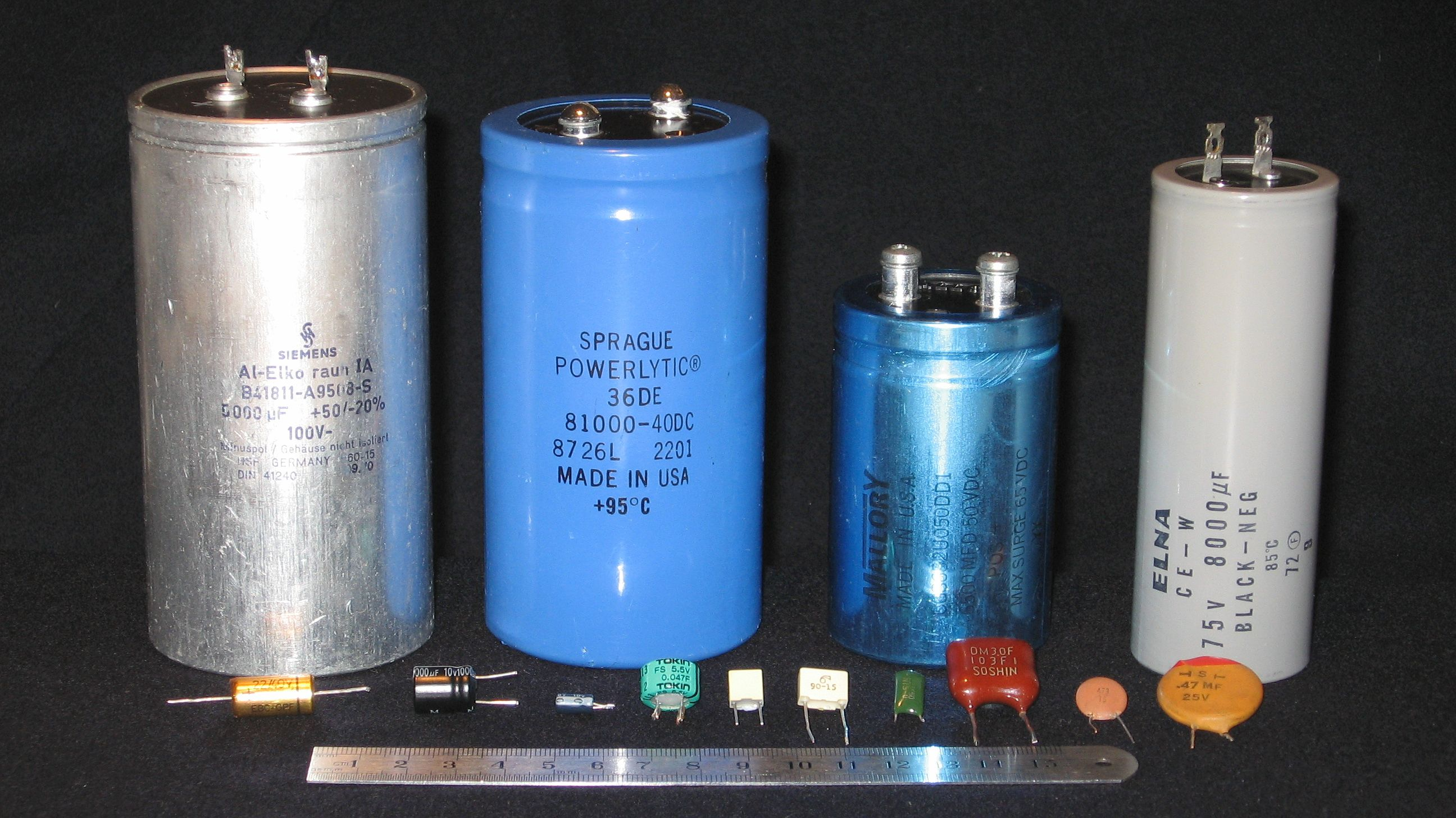
نمایش تعدادی خازن

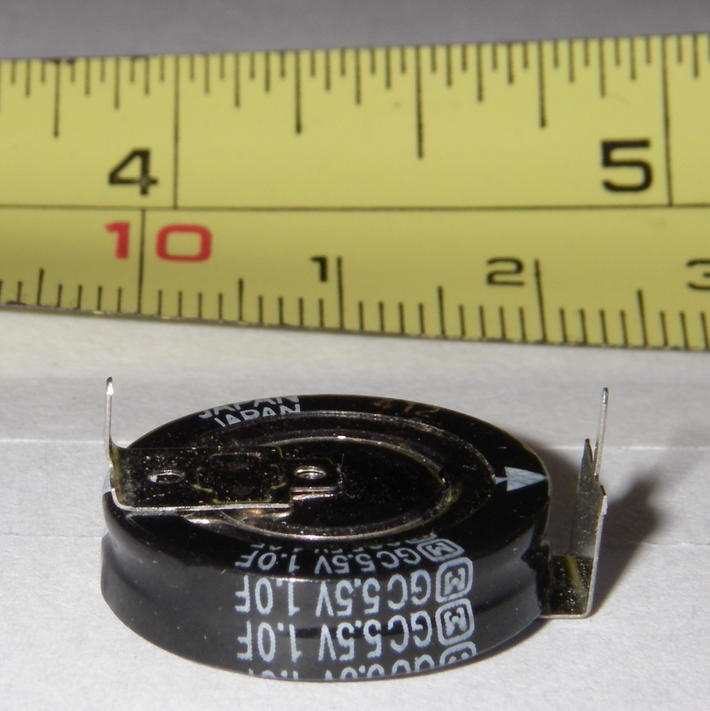
خازن یک فاراد

فاراد (به انگلیسی: farad) (نماد: F) یکای ظرفیت خازنی در سیستم SI است، و به افتخار شیمیدان و فیزیکدان تجربی انگلیسی مایکل فارادی نام‌گذاری شده‌است.

## تعریف
یک فاراد، ظرفیت خازنی‌ست که وقتی به اختلاف پتانسیل یک ولت متصل شود یک کولن بار در آن ذخیره شود. یک کولن بار برابر یک آمپر در ثانیه است. پس:
{\displaystyle {\mbox{F}}=\,\mathrm {\frac {A\cdot s}{V}} ={\dfrac {\mbox{J}}{{\mbox{V}}^{2}}}={\dfrac {{\mbox{W}}\cdot {\mbox{s}}}{{\mbox{V}}^{2}}}={\dfrac {\mbox{C}}{\mbox{V}}}={\dfrac {{\mbox{C}}^{2}}{\mbox{J}}}={\dfrac {{\mbox{C}}^{2}}{{\mbox{N}}\cdot {\mbox{m}}}}={\dfrac {{\mbox{s}}^{2}\cdot {\mbox{C}}^{2}}{{\mbox{m}}^{2}\cdot {\mbox{kg}}}}={\dfrac {{\mbox{s}}^{4}\cdot {\mbox{A}}^{2}}{{\mbox{m}}^{2}\cdot {\mbox{kg}}}}={\dfrac {\mbox{s}}{\Omega }}}
به عبارت ساده انرژی ذخیره شده در یک خازن یک فارادی ۲۲۰ ولتی می‌تواند یک مصرف‌کننده ۶٬۷۲۲ وات را به مدت یک ساعت روشن کند.
{\displaystyle {\mbox{24200 W.s}}=\,\mathrm {\frac {1}{2}} {{1F\times 220V}^{2}}}
و یا انرژی ذخیره شده در یک خازن یک فارادی ۱۲ ولتی می‌تواند یک مصرف‌کننده ۰٬۰۲ وات را به مدت یک ساعت روشن کند.
{\displaystyle {\mbox{72 W.s}}=\,\mathrm {\frac {1}{2}} {{1F\times 12V}^{2}}}
فرمول :
```
 

  

    

      

        

          

            
W

          

        

        
=

        

        

          

            
1

            
2

          

        

        

          

            

              
C

              
V

            

            

              
2

            

          

        

        
=

        
J

      

    

    
{\displaystyle {\mbox{W}}=\,\mathrm {\frac {1}{2}} {{CV}^{2}}=J}

  

```

از آنجا که فاراد یکای بزرگی است، معمولاً از میکروفاراد، نانوفاراد و پیکو فاراد استفاده می‌شود.